# Brand bij C&A
De brand bij C&A vond op 16 februari 1963 plaats in Amsterdam en was de grootste brand sinds 1945 in de stad. Bij de brand brandde een groot winkelpand van C&A in het centrum van Amsterdam tot op de grond toe af. Het winkelpand bevond zich tussen het Damrak en de Nieuwendijk nabij het Beursplein en de Bijenkorf. Het was de grootste Amsterdamse brand sinds het Paleis voor Volksvlijt in vlammen opging (1929), branden tijdens de Tweede Wereldoorlog niet meegerekend.

## Het gebouw
Drie woon-/winkelpanden aan het Damrak moesten plaatsmaken voor het originele gebouw van Hendrik Petrus Berlage. De Baafjessteeg kwam even vrij te liggen. De architect besteedde het werk zelf in opdracht van de Algemeene Maatschappij van Levensverzekering en Lijfrente aan in maart/april 1893. Het ging daarbij om een kantoorgebouw met winkel aan het Damrak hoek Baafjessteeg. Er schreven negentien aannemers in met een kostprijs tussen de 72.000 en 107.500 gulden. Het kantoorgedeelte van het gebouw werd voorjaar 1894 in gebruik genomen; de winkelruimte volgde pas in december toen zich daar Christiaan Carel Bender, handelaar in piano’s, orgels en harmoniums vestigde.
De voorgevel van het originele gebouw werd volledig afgewerkt met zandsteen en hardsteen en was een mengeling van Gotische, Romaanse en Lodewijk-XIV-stijlen, anderen zien een mengeling van zakelijkheid en jugendstil. Er werden lisenen toegepast, maar een daklijst/kroonlijst ontbrak. De vensters op de derde etage kregen rondboogconstructies, op de tweede en eerste etage constructies met ontlastingsbogen. Het dak werd versierd met een baldakijnen en een puntdak. Op dat puntdak was de reclamemededeling ALGEMEENE te lezen. In het puntdak was een roosvenster verwerkt. Op de hoek was een siertorentje te zien, als ook het beeld Johan de Witt, initiator van levensverzekeringen in Nederland. Het beeld moest overigens door particulieren bekostigd worden. Het gebouw werd lux afgewerkt. Het kreeg bijvoorbeeld een groot trappenhuis (vijf bij acht meter) met terrazzo bordessen etc. Dat ruime trappenhuis zorgde tevens voor ventilatie tot in de bedrijfsruimten aan toe. Glas-in-lood werd geleverd door Löhrer uit Utrecht, de beeldhouwwerken kwamen van de hand van Lambertus Zijl. Specifiek voor het gebouw was de onbrandbare kluisruimte (vijf bij vijf meter) van de verzekeringsmaatschappij aan de kant van de Baafjessteeg. Deze kluisruimte was alleen toegankelijk vanuit de kantoren van de verzekeringsmaatschappij en men moest door een zwaar ijzeren kluisdeur. Die kluis zou brandvrij zijn en vijf bij vijf meter zijn. Het papierwerk zou daarbij op metalen roosters liggen. Het gehele gebouw kende elektrische verlichting alsmede een centraal-verwarmingsysteem.
In 1898 werd begonnen aan de overzijde van het Damrak met de bouw van een grote buurman: Berlages Beurs van Berlage. In de eerste jaren van de 20e eeuw was uitbreiding noodzakelijk. Allereerst kwam er een uitbreiding aan de zuidzijde (voorgevel Damrak). Het sloot aan op het originele ontwerp, behalve qua hoogten van de verdiepingsvloeren, terug te vinden in de plaatsen van de vensters. Opmerkelijk is dat bij het zuidelijkste geveldeel een groot venster in plaats van twee. Vlak na de oplevering werd er opnieuw uitgebreid, waarbij de noordelijke grens de Baafjessteeg verdween. Het ontwerp bestond uit grofweg de helft van de meest zuidelijke uitbreiding. Siertorentje en Johan de  Witt verdwenen en de hoofdingang werd verplaatst tot recht onder het puntdak. Om toch nog een doorgang te hebben naar de Nieuwendijk werd de Beurspassage uitgespaard. De reclame kon vervolgens over de gehele gevel uitgespreid worden (ALGEMEENE MIJ VAN LEVENSVERZEKERING EN LYFRENTE). Het uiteindelijke complex had een oppervlak van grofweg 70 x 70 meter.

## C&A
Het kledingconcern C&A vestigde zich in 1893 aan de Nieuwendijk 193 en opende in 1896 een tweede winkel aan de Leidschestraat 139. Het nieuwe gebouw van de verzekeraar aan het Damrak en de Baafjessteeg had op de begane grond ruimte voor bedrijven. C&A  maakte daarvan gebruik door er etalages in te richten. Het faillissement van de verzekeraar was in 1927 afgerond en in 1930 kreeg C&A de beschikking over het hele gebouw. Het werd van binnen grondig verbouwd en C&A had er zowel een winkel als het hoofdkantoor.

## De brand
In de nacht van 15 op 16 februari 1963 om 2.15 uur werd door drie voorbijgangers aan de Nieuwendijk de brand ontdekt en werd de brandweer gewaarschuwd. De oorzaak was vermoedelijk kortsluiting. Toen de brandweer arriveerde stond het pand al volledig in brand, de vuurbelasting was (te) hoog door de goederen, zowel van C&A als van hoedenmagazijn Gieskes. Door de hitte die door de brand ontstond stortte de tweede etage van het pand in en moest de brandweer zich terugtrekken, later volgden nog meer instortingen van vloeren; het vuur vrat zich als het ware richting Damrak door het gebouw heen. De brandweer had te maken met een lage waterdruk, een koude oostenwind en bevriezend bluswater als gevolg van lichte vorst. De ingeschakelde blusboot Jan van der Heyden kon ook niet onbelemmerd het Damrak op varen; zij was dichtgevroren. Vooral aan de smalle Nieuwendijk was men bang dat de brand zou overslaan en de bewoners hielden de hele nacht wacht op de daken om overgewaaide brandende voorwerpen te verwijderen. Toch liepen ook die gebouwen brandschade op. De brand was dermate hevig dat de brandweer de Bescherming Bevolking inschakelde om de Nieuwe Kerk en het Paleis op de Dam na te kijken op een mogelijke beginnende brand als gevolg van vliegvuur.
Rond 8.00 uur had de brandweer de vlammen onder controle, maar het nablussen nam nog de gehele dag in beslag. Doordat het ook overdag bleef vriezen veranderde het uitgebrande pand in een groot ijspaleis. Ook een naastgelegen winkel en woonruimte en het voormalige pand van de Passage Bioscoop brandde volledig uit. Nadat de bluswerkzaamheden overgegaan waren in nablussen moest besloten worden delen van de nog overeind staande gevels omver te trekken, het toegestroomde publiek moest daarbij een handje helpen. Het gebouw werd in de eerste dagen na de brand volledig omringd door schuttingen en steigers om langslopende ramptoeristen, maar ook winkelend publiek in de Nieuwendijk te beschermen tegen afvallend puin. De vereniging Amstelodamum verzocht de gemeente nog de voorgevel te sparen, maar die bleek te instabiel en moest ook worden gesloopt.

## Nasleep
De schade werd geschat op 15 miljoen gulden, het gebouw had een verzekerde waarde van 8,5 miljoen gulden, de inventaris en goederen 5 miljoen. C&A had wel een aanvullende verzekering afgesloten, maar geen bedrijfsschadeverzekering. Makelaar Blom & van der Aa had het risico op de assurantiebeurs verspreid over diverse brandverzekeraars, zodat niet slechts één verzekeraar voor de schade hoefde op te draaien. De strenge winter had wat dat betreft ook al veel verzekeringspremies opgeslokt. Daarbij moet nog opgeteld worden dat een aantal naburige bedrijven schade had opgelopen als gevolg van brand en bluswater, maar ook omdat C&A als publiekstrekker functioneerde. Deze klanten bleven voortaan weg en dat leverde derving van inkomsten op. C&A startte al snel verkoop op alternatieve plaatsen, men wilde beginnen aan het Beursplein. Er werd voorts geconstateerd dat, mocht C&A hier ter plaatse Damrak 70-79 willen herbouwen, er krapte op de arbeidsmarkt voor bouwvakkers zou ontstaan. Het was de periode van wederopbouw, dus er was al veel werk omhanden.
In afwachting hiervan nam C&A tijdelijk intrek in een van de hallen van de RAI op het Europaplein. Voor de klanten werd toen op de zaterdagen in april 1963 een speciaal gratis extra tramstel ingezet tussen het Centraal Station en de RAI. In maart 1963 was wethouder Joop den Uyl aanwezig toen de eerste heipaal van 500 stuks voor de drie verdiepingen tellende en door aannemingsbedrijf Gebr. Terlingen uit Amsterdam in allerijl gebouwde noodwinkel boven het water van het Damrak de grond in ging. De Amsterdamse rondvaartboten moesten noordwaarts inschikken. Geschat werd dat er zomer 1964 begonnen kon worden met de nieuwbouw ontworpen door de Leidse architect Jan van der Laan al dan niet samen met zijn toenmalige partners Jan Hermans en Theo van der Eerden en Jules Kirch. In september 1968 opende burgemeester Ivo Samkalden het door de aannemingscombinatie Gebr. Terlingen en Nederhorst in vier jaar gebouwde gebouw in aanwezigheid van een van de nazaten Brenninkmeijer. In 2021 verliet C&A na 129 jaar het Damrak en verplaatste het filiaal naar de Kalverstraat.

## De bebouwing door de jaren heen

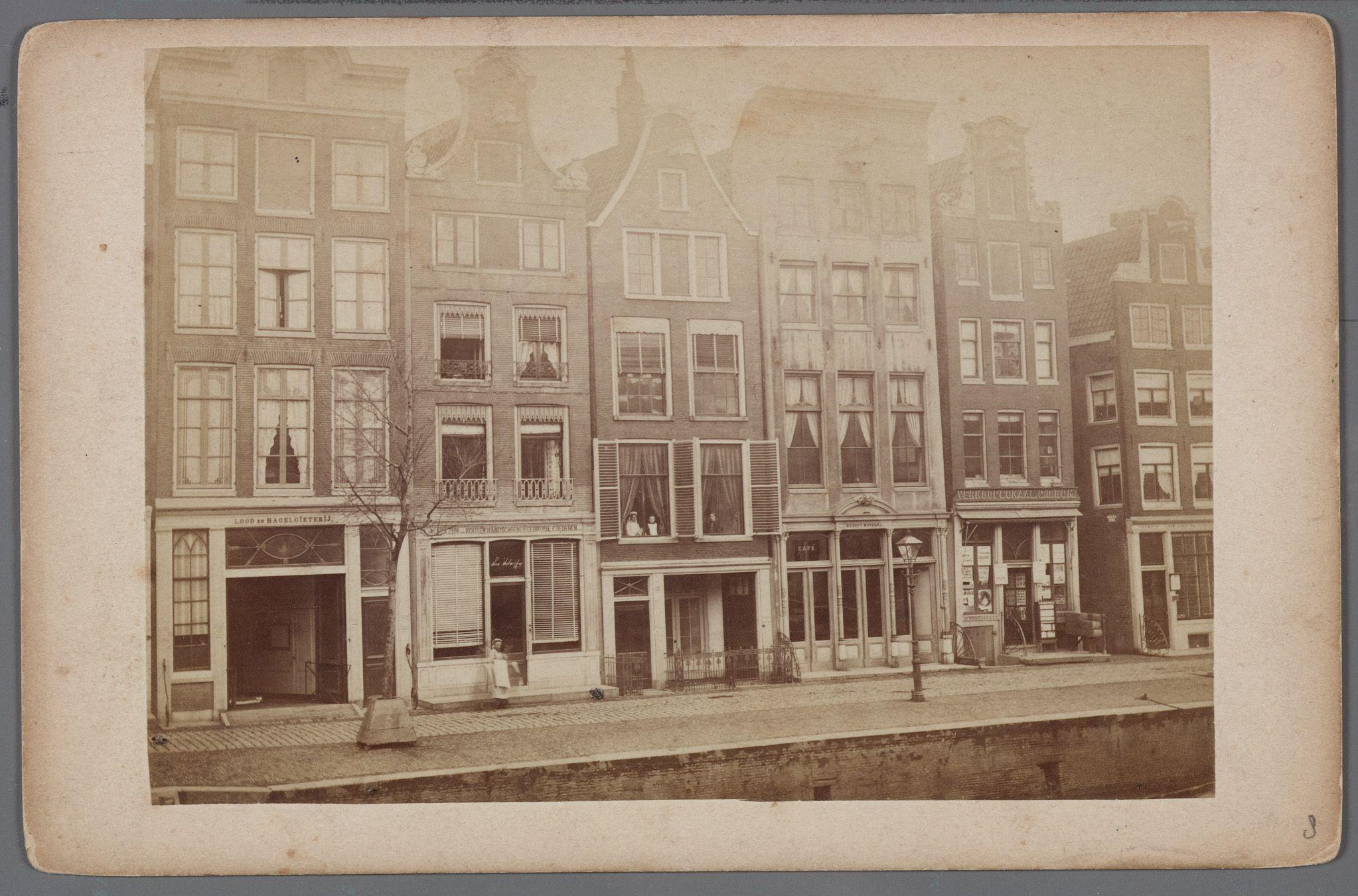
Damrak ten zuiden van de Baafjessteeg (rond 1870)
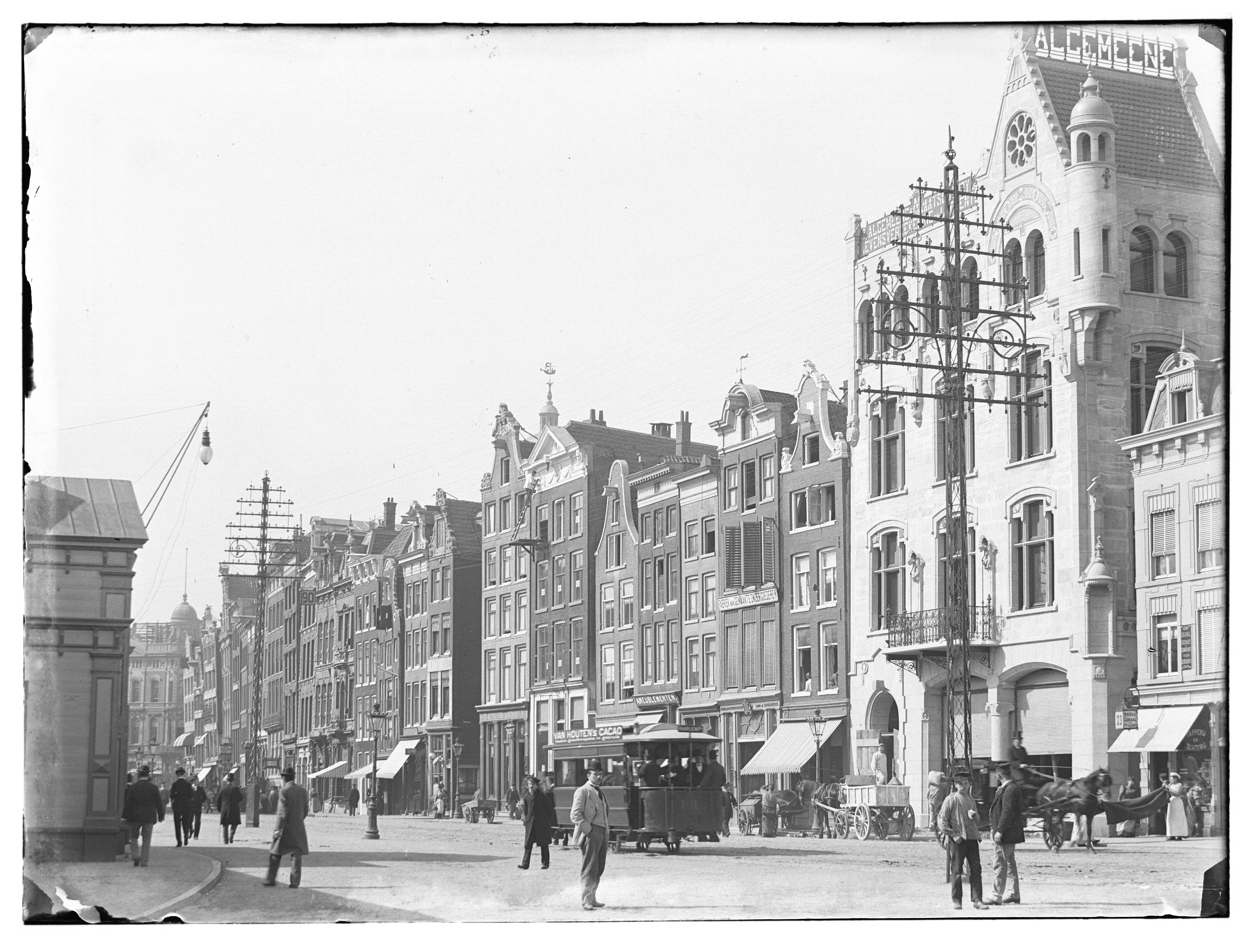
Damrak ten zuiden van de Baafjessteeg (april 1894; steigers zijn net weg)
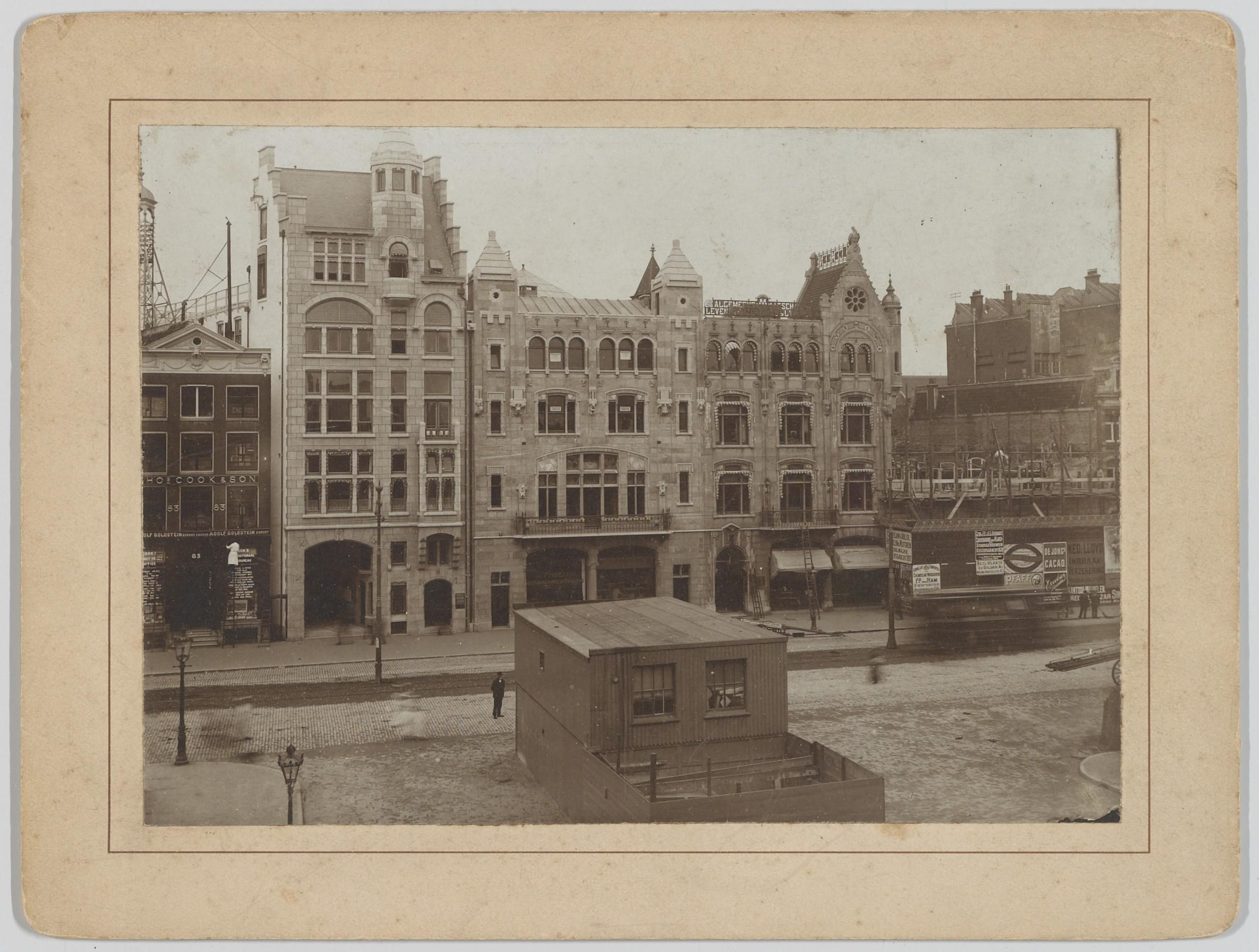
Damrak waarbij Baafjessteeg is verdwenen (circa 1904)
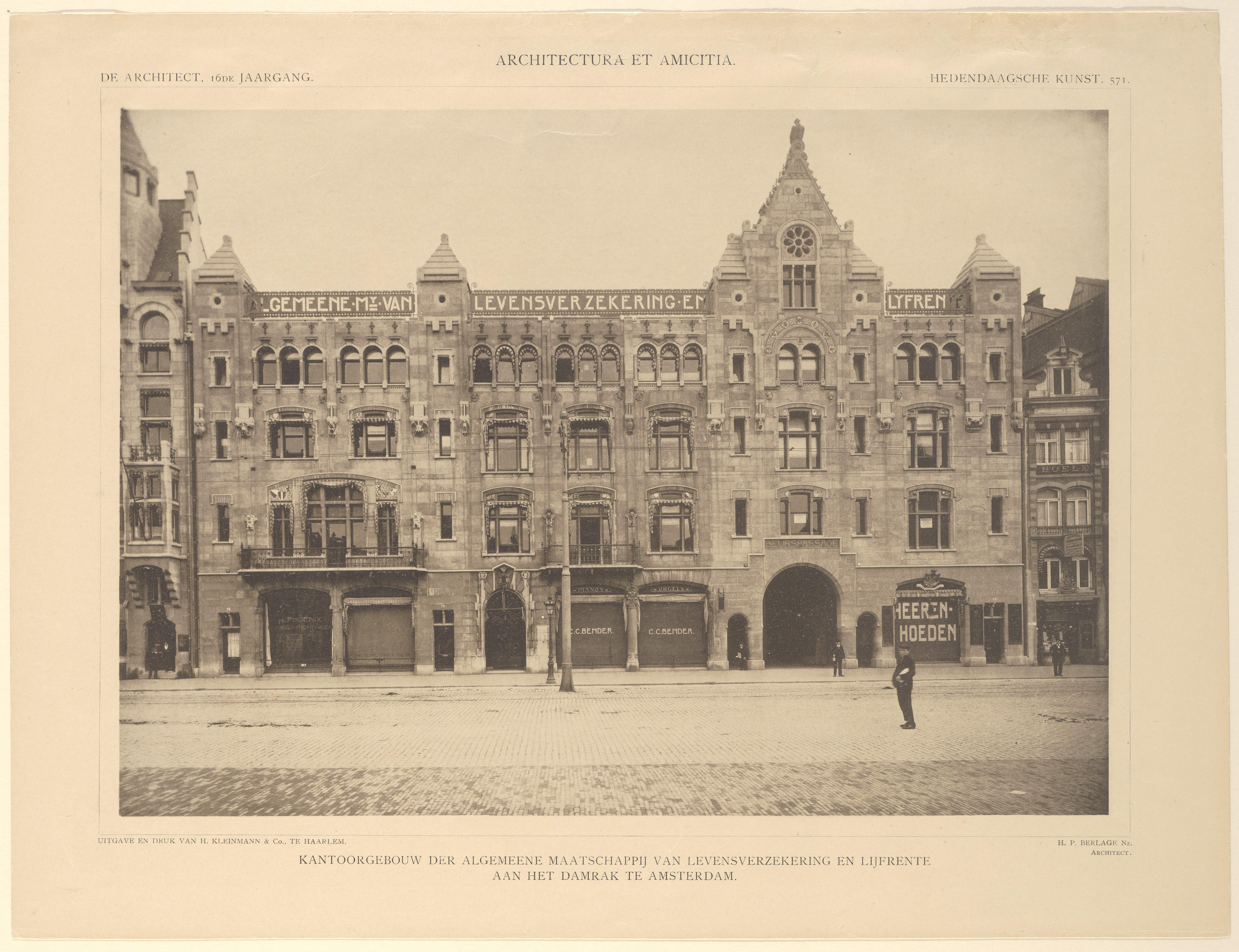
Damrak zonder Baafjessteeg (circa 1905)
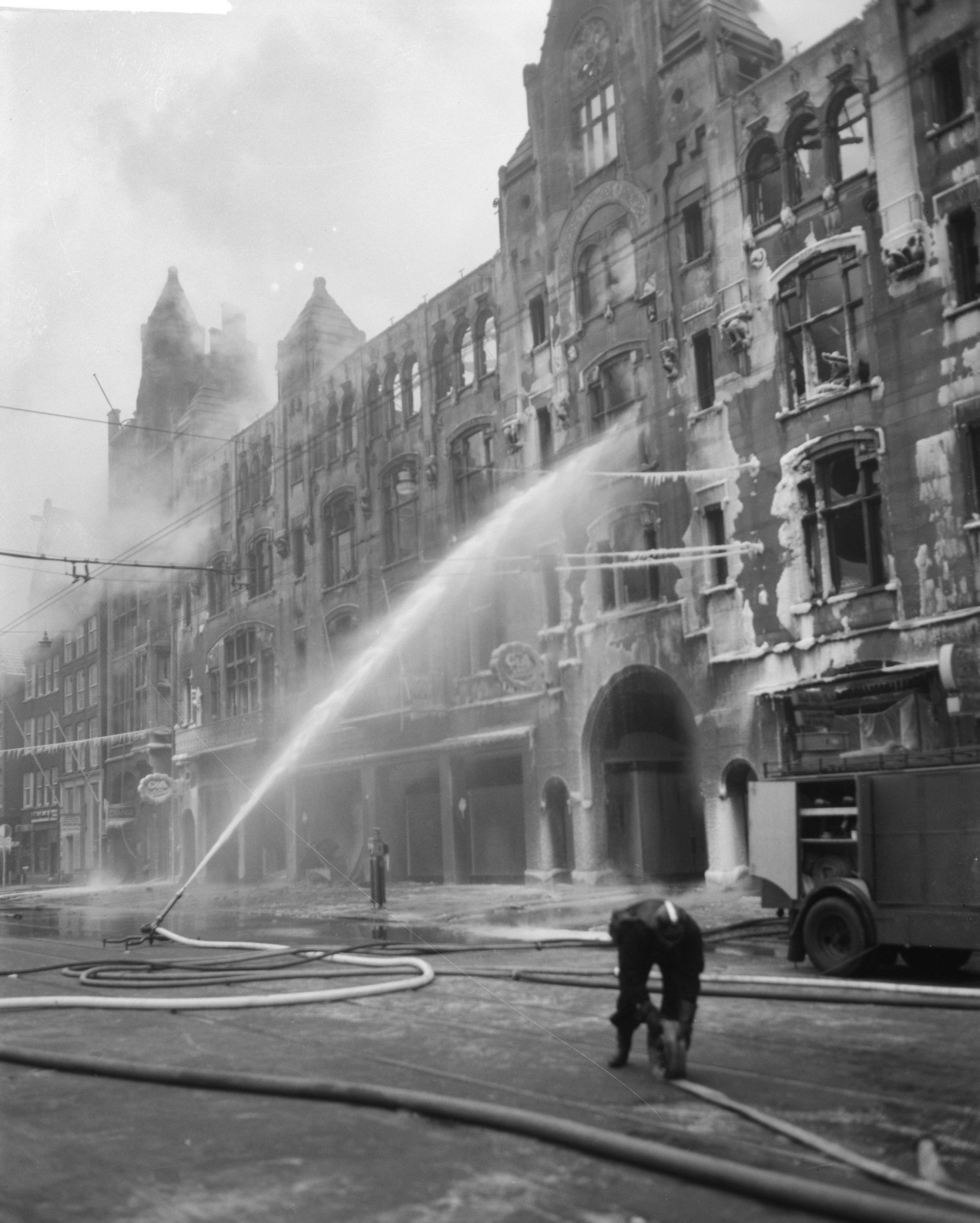
Damrak uitgebrand, (februari 1963)
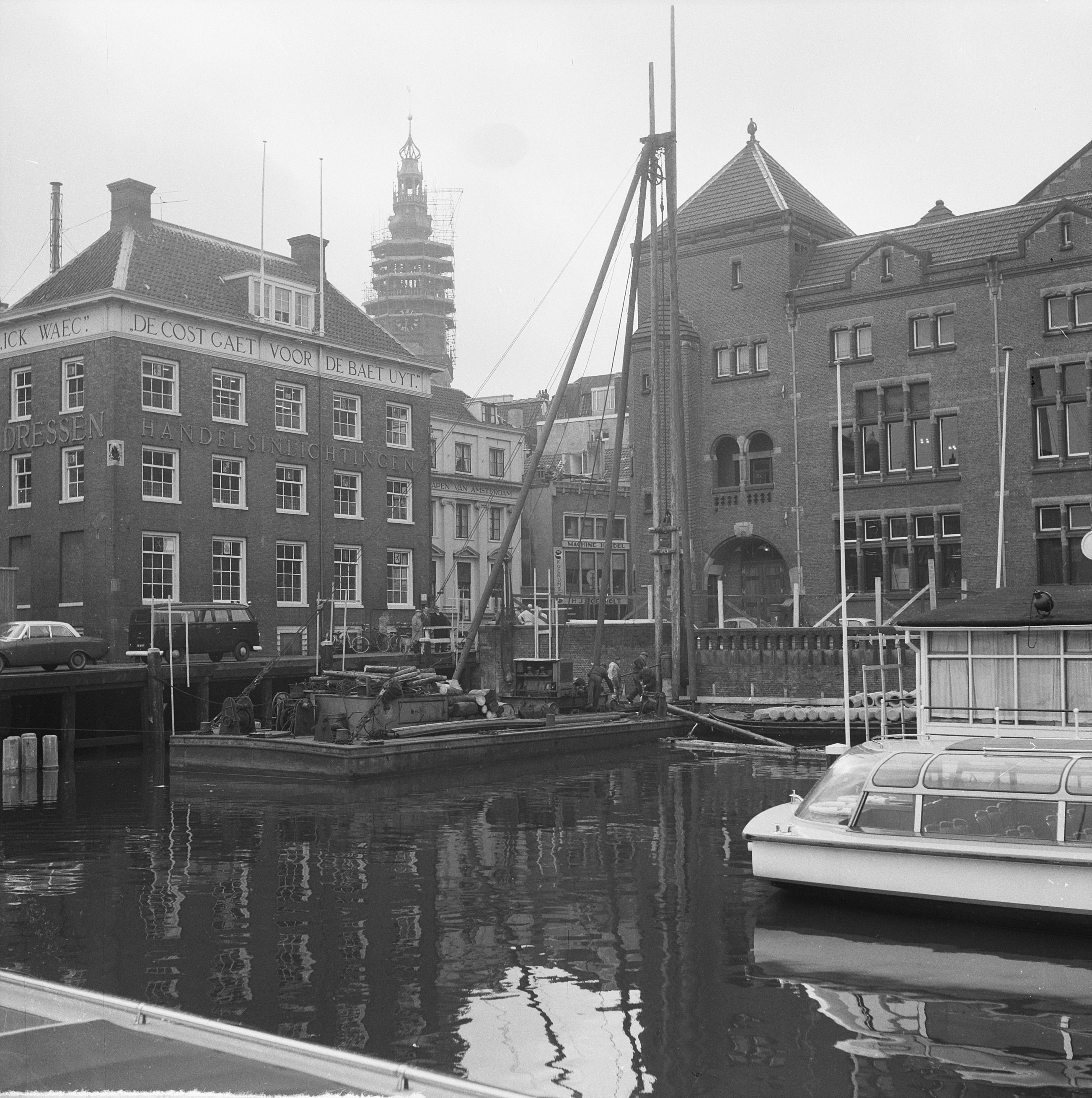
Eerste paal voor noodwinkel (maart 1963)
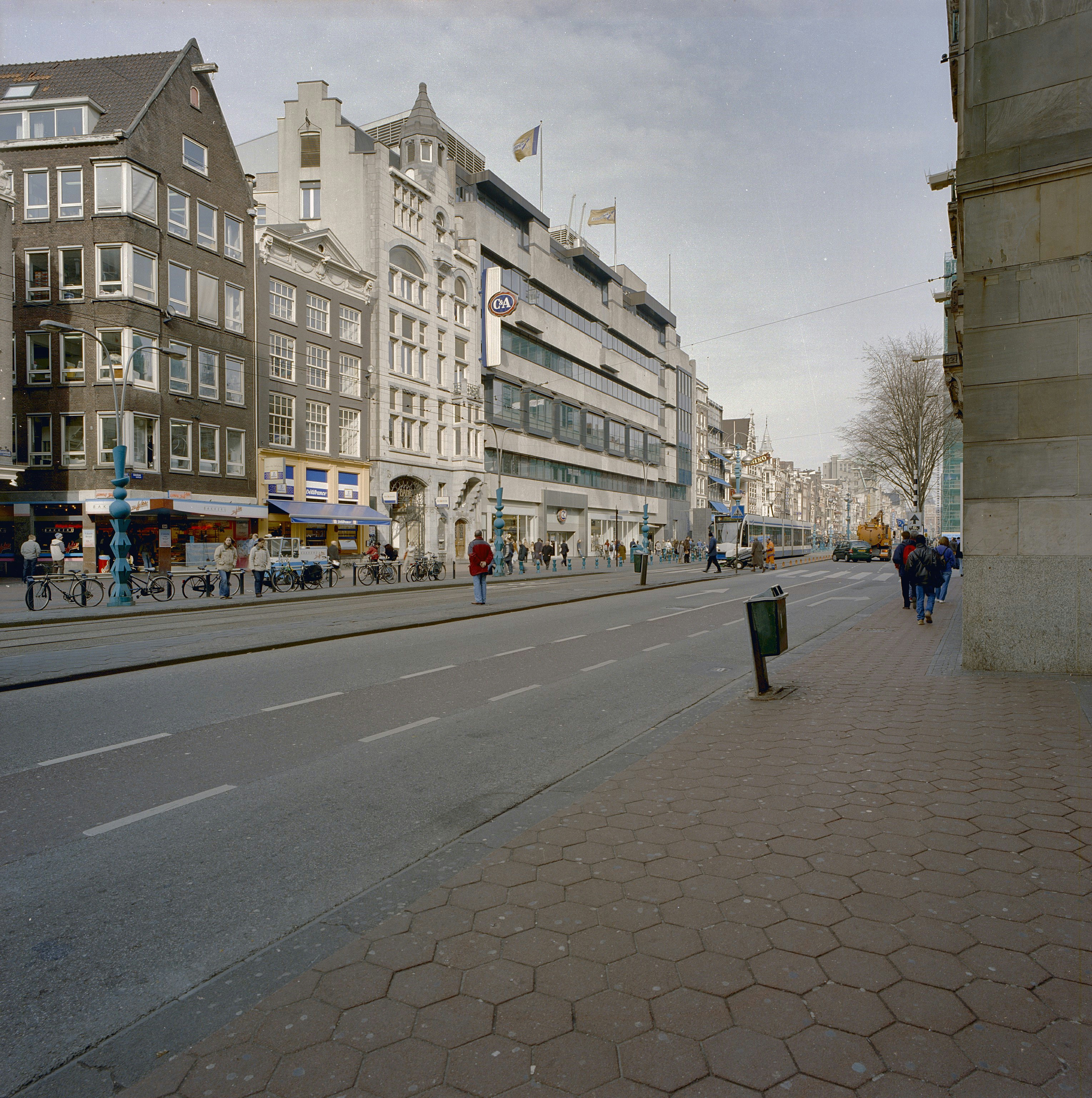
Het grijze C&A (1977)